# Catachlorops scurrus
Catachlorops scurrus är en tvåvingeart som först beskrevs av David Fairchild 1958.  Catachlorops scurrus ingår i släktet Catachlorops och familjen bromsar. Inga underarter finns listade i Catalogue of Life.